# Souchez
Souchez és un municipi francès situat al departament del Pas de Calais i a la regió dels Alts de França. L'any 2007 tenia 2.330 habitants. Es troba a la confluència dels Carency i Sant-Nazaire, que formen el curs superior del Deule que en aquesta part també pren el nom de Souchez.

## Demografia

### Població
El 2007 la població de fet de Souchez era de 2.330 persones. Hi havia 898 famílies de les quals 194 eren unipersonals (75 homes vivint sols i 119 dones vivint soles), 297 parelles sense fills, 341 parelles amb fills i 66 famílies monoparentals amb fills.
La població ha evolucionat segons el següent gràfic:
Habitants censats

### Habitatges
El 2007 hi havia 956 habitatges, 910 eren l'habitatge principal de la família, 6 eren segones residències i 40 estaven desocupats. 882 eren cases i 69 eren apartaments. Dels 910 habitatges principals, 725 estaven ocupats pels seus propietaris, 171 estaven llogats i ocupats pels llogaters i 14 estaven cedits a títol gratuït; 5 tenien una cambra, 36 en tenien dues, 86 en tenien tres, 230 en tenien quatre i 553 en tenien cinc o més. 740 habitatges disposaven pel capbaix d'una plaça de pàrquing. A 421 habitatges hi havia un automòbil i a 376 n'hi havia dos o més.

### Piràmide de població
La piràmide de població per edats i sexe el 2009 era:
| Homes | Edats   | Dones |
| ----- | ------- | ----- |
| 0     | 95 o +  | 4     |
| 0     | 90 a 94 | 8     |
| 4     | 85 a 89 | 24    |
| 4     | 80 a 84 | 20    |
| 32    | 75 a 79 | 44    |
| 40    | 70 a 74 | 28    |
| 80    | 65 a 69 | 72    |
| 48    | 60 a 64 | 56    |
| 40    | 55 a 59 | 48    |
| 72    | 50 a 54 | 100   |
| 116   | 45 a 49 | 104   |
| 60    | 40 a 44 | 60    |
| 84    | 35 a 39 | 84    |
| 88    | 30 a 34 | 64    |
| 72    | 25 a 29 | 44    |
| 48    | 20 a 24 | 92    |
| 104   | 15 a 19 | 76    |
| 100   | 10 a 14 | 64    |
| 76    | 5 a 9   | 64    |
| 48    | 0 a 4   | 48    |

## Economia
El 2007 la població en edat de treballar era de 1.514 persones, 1.101 eren actives i 413 eren inactives. De les 1.101 persones actives 997 estaven ocupades (535 homes i 462 dones) i 104 estaven aturades (52 homes i 52 dones). De les 413 persones inactives 131 estaven jubilades, 157 estaven estudiant i 125 estaven classificades com a «altres inactius».

### Ingressos
El 2009 a Souchez hi havia 939 unitats fiscals que integraven 2.461,5 persones, la mediana anual d'ingressos fiscals per persona era de 19.176 €.

### Activitats econòmiques
Dels 86 establiments que hi havia el 2007, 4 eren d'empreses alimentàries, 4 d'empreses de fabricació d'altres productes industrials, 12 d'empreses de construcció, 18 d'empreses de comerç i reparació d'automòbils, 4 d'empreses de transport, 6 d'empreses d'hostatgeria i restauració, 2 d'empreses financeres, 5 d'empreses immobiliàries, 6 d'empreses de serveis, 15 d'entitats de l'administració pública i 10 d'empreses classificades com a «altres activitats de serveis».
Dels 25 establiments de servei als particulars que hi havia el 2009, 1 era una oficina de correu, 1 una oficina bancària, 3 tallers de reparació d'automòbils i de material agrícola, 1 autoescola, 1 paleta, 1 fusteria, 3 lampisteries, 2 electricistes, 2 empreses de construcció, 3 perruqueries, 3 restaurants, 1 agència immobiliària i 3 salons de bellesa.
Dels 7 establiments comercials que hi havia el 2009, 2 eren fleques, 2 carnisseries, 1 una peixateria, 1 una llibreria i 1 una joieria.
L'any 2000 a Souchez hi havia 10 explotacions agrícoles que ocupaven un total de 215 hectàrees.

## Equipaments sanitaris i escolars
L'únic equipament sanitari que hi havia el 2009 era una farmàcia.
El 2009 hi havia 1 escola maternal i 1 escola elemental.

## Poblacions més properes
El següent diagrama mostra les poblacions més properes.